# Fabio Nelli
Fabio Nelli de Espinosa (Valladolid, 1533-?) fue un importante banquero vallisoletano. Su padre, Alfonso Nelli, que murió arruinado en Tábara (Zamora), pertenecía a una familia de financieros de Siena (Italia). Su madre fue Damiana de Espinosa. Al morir su padre, Fabio Nelli marchó junto con sus tíos, Pedro y María de Espinosa, a Sevilla donde transcurriría su vida profesional. Su hermano Claudio Nelli fue canónigo de la Colegiata de Valladolid.
Casó en su madurez con doña Violante Rivadeneira (que murió en 1591). Tuvieron dos hijas: Damiana, que casó con su primo Hernando de Rivadeneira y Leonor, que casó con Cristóbal de Benavente y Benavides y que más tarde fue conde de Fontanar.
Damiana tuvo un hijo llamado Alonso Nelli (1601-1662) que casó con Catalina de Zúñiga. Estos tuvieron un hijo llamado Baltasar Francisco de Rivadeneira y Zúñiga, a quien Felipe IV otorgó el título de marqués de la Vega de Boecillo en 1663.
Fabio Nelli constituyó mayorazgo en 1595 y lo ratificó en 1608 con alguna novedad. Lo hizo a favor de su hija mayor Damiana y de sus descendientes. Al morir Damiana en 1614, el mayorazgo pasó a su hijo Alonso Nelli.

## Propiedades

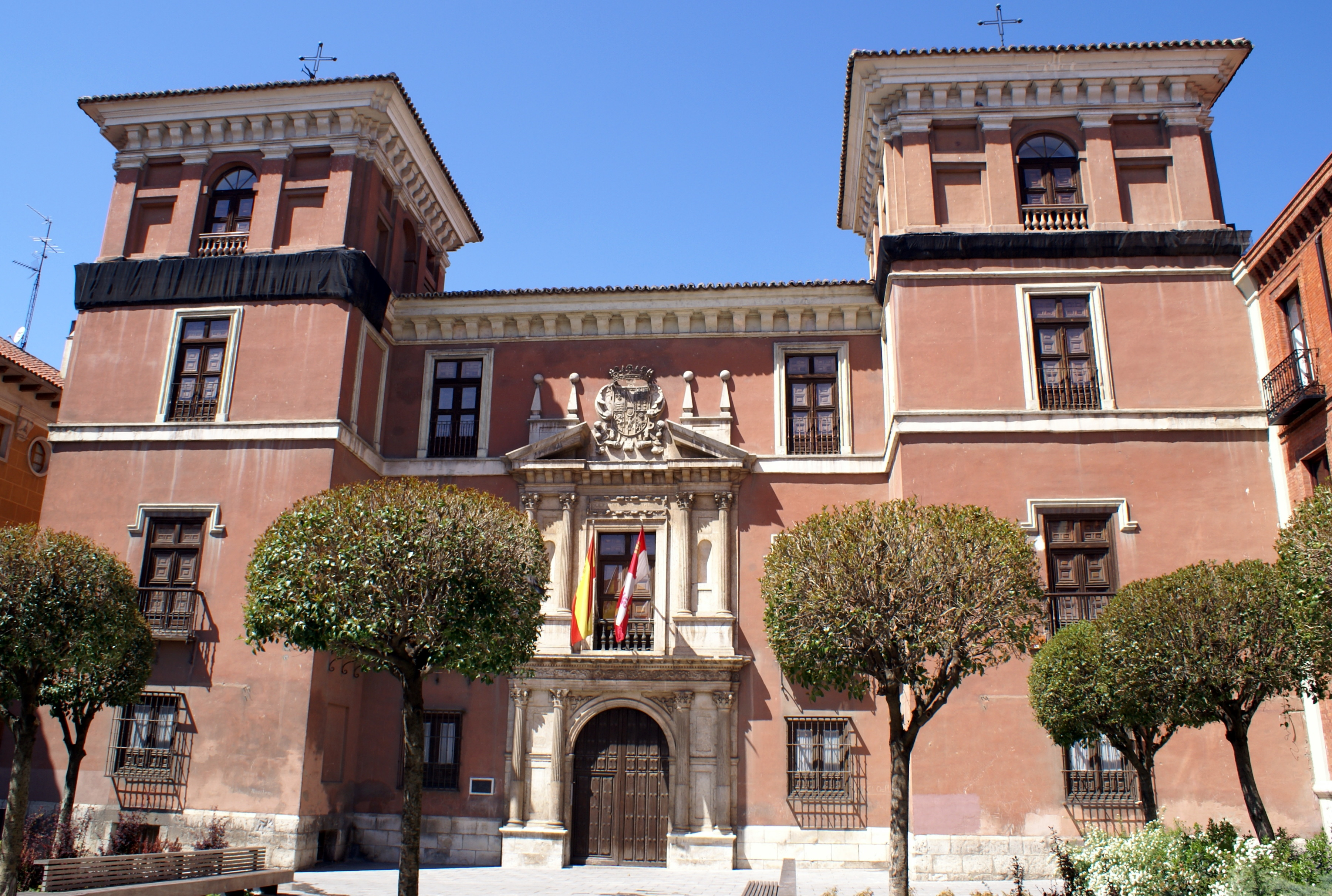
Vista frontal de la fachada del Palacio de Fabio Nelli.

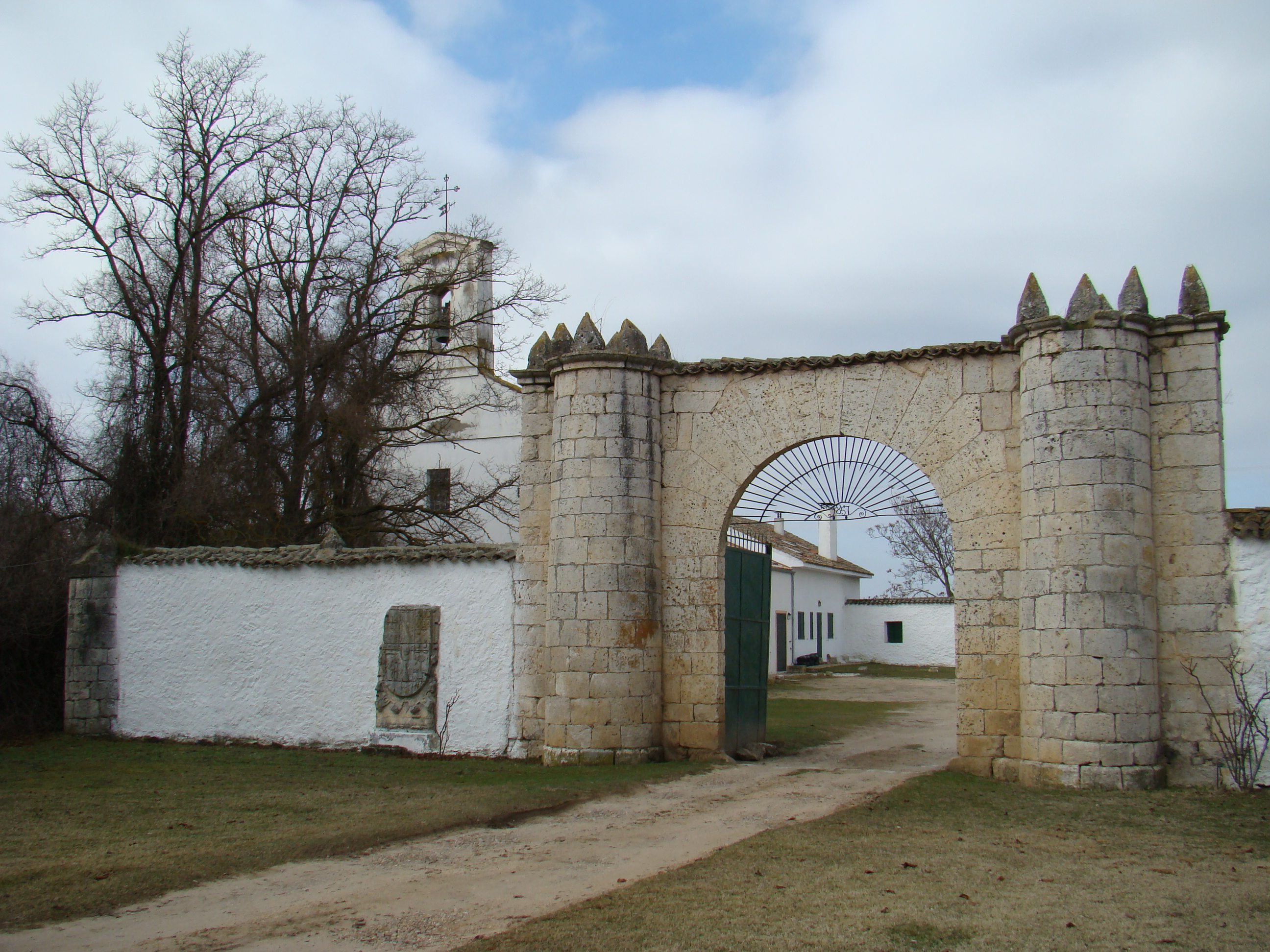
Finca del banquero en Boecillo.

El origen del solar del palacio actual fueron las casas principales pertenecientes al IV conde de Osorno,  Pedro Fernández Manrique y Cabrera. Estas casas fueron vendidas urgentemente para poder pagar las deudas contraídas por su propietario. Fabio Nelli las adquirió el 31 de diciembre de 1575 por 3.500 ducados. En estas casas vivía en el momento de la compra el marqués de Aguilar.
Tenía así mismo en propiedad unas casas en la Plaza del Conde de Benavente (hoy plaza de la Trinidad).
También era propietario de una finca de recreo o villa de campo con gran extensión de tierras en el término de Boecillo, a la orilla del río Duero, llamada Vega de Campo, "con majuelos, viñas, corral y colgadizo". Esta compra la hizo en 1599, cuando ya era sabido que la corte de Felipe III regresaba a Valladolid, y la construyó a imagen de la casa de campo de Carlos V, que se hallaba en la cercana propiedad de "El Abrojo".
Fue propietario desde 1591 de una capilla funeraria en la iglesia del convento de San Agustín de Valladolid. Se trata de la llamada capilla de la Anunciación, situada en el lado de la Epístola, la cual había servido como iglesia al colindante Colegio de San Gabriel, también de agustinos.
En el año 1595 Fabio Nelli había constituido un mayorazgo, ratificado el 20 de junio de 1608. En esta ocasión hizo una relación completa de sus bienes en la que se encontraban, además de lo ya señalado de Valladolid unas propiedades en Madrid: 

...dos Casas que tengo en Madrid... Una en la Plazuela de Celenque, frontera a la casa del Duque de Nájera.
Otra más pequeña, junto a ella y con vuelta a la calle del Arenal